# Selere
Siller o Selere és un riu de l'Índia a Andhra Pradesh.
Corre en direcció est i després al nord fins Umada, i després gira breument a l'oest per acabar cap al sud-oest, i a Moat s'uneix al Saveri, a uns 30 km al nord-est del lloc on aquest darrer s'uneix al Godavari. Té un curs de 240 km.